# David Ruland
David Ruland (* 1979 in Saarbrücken) ist ein deutscher Schauspieler.

## Leben
David Ruland studierte von 2000 bis 2004 Schauspiel an der Hochschule für Schauspielkunst Ernst Busch in Berlin. Nach dem Abschluss seines Studiums engagierte ihn die Schaubühne am Lehniner Platz, wo er seit 2003 festes Ensemblemitglied ist. David Ruland hat zwei Kinder und lebt in Berlin. Er hat seit 2003 in zahlreichen Filmen mitgespielt. 2019 spielte er in der ARD-Miniserie Babylon Berlin die Rolle des Berliner Arbeiters Peter Glaser. 2021 begeisterte er die Zuschauerinnen und Zuschauer mit der Rolle des Dolmetschers in der Folge Subotnik der für RTL+ produzierten Fernsehserie Strafe nach Ferdinand von Schirach. Für diese Rolle wurde er 2023 in der Kategorie „Starker Auftritt“ für den Deutschen Schauspielpreis nominiert. David Ruland war Teil der Nominierungsjury des Deutschen Schauspielpreises 2024 und wurde von Schauspieler Burkhart Klaußner als herausragende Theaterpersönlichkeit mit dem Therese-Giehse-Preis ausgezeichnet. Außerdem ist er regelmäßig als Dozent an der HfS Ernst Busch tätig.

## Auszeichnungen
- 2024: Deutscher Schauspielpreis (Therese-Giehse-Preis) u. a. für seine Rolle in »Die Möwe« an der Schaubühne Berlin (Regie: Thomas Ostermeier)
- 2024: Deutscher Schauspielpreis (Ensemblepreis) für die Miniserie "Zeit Verbrechen"
- 2023: Nominierung für den Deutschen Schauspielpreis in der Kategorie "Starker Auftritt" für Strafe – Subotnik nach Ferdinand von Schierach (Regie: Helene Hegemann)
- 2023: Deutscher Schauspielpreis (Ensemblepreis) für „Sonne und Beton“ (Regie: David Wnendt)
- 2007: Friedrich-Luft-Preis für »Maria Stuart« an der Schaubühne Berlin (Regie: Luk Perceval)

## Filmografie
- 2012: Hai-Alarm am Müggelsee
- 2017: Zwei im falschen Film
- 2017: Brecht – Eine Vorstellung
- 2019: Babylon Berlin
- 2019: SOKO Wismar – Welpenschutz
- 2021: Das Netz
- 2021: Strafe – Subotnik / nach Ferdinand von Schirach
- 2021: Polizeiruf 110 – Black Box
- 2021: Sonne und Beton
- 2022: Wolfsland – Tote schlafen schlecht
- 2022: Everyone is f*cking crazy (Miniserie)
- 2023: The Disappearance (Kinofilm)
- 2023: Oh Hell (Miniserie, 2. Staffel)
- 2024: Zeit Verbrechen (Miniserie, Folge: Deine Brüder)
- 2025: Das Verschwinden des Josef Mengele

## Theater
- 2003: Der Würgeengel von Karst Woudstra, Regie: Thomas Ostermeier

- 2004: Lulu von Frank Wedekind, Regie: Thomas Ostermeier

- 2004: Gesäubert von Sarah Kane, Regie: Benedict Andrews

- 2005: Turista von Marius von Mayenburg, Regie: Luk Perceval

- 2005: Distanz von Lars Norén, Regie: Enrico Stolzenburg

- 2006: Maria Stuart von Friedrich Schiller, Regie: Luk Perceval

- 2006: Platonow von Anton Tschechow, Regie: Luk Perceval

- 2006: Liebe ist nur eine Möglichkeit von Christoph Nußbaumeder, Regie: Thomas Ostermeier

- 2007: Die Katze auf dem heißen Blechdach von Tennessee Williams, Regie: Thomas Ostermeier

- 2007: Kebab von Gianina Cãrbunariu, Regie: Enrico Stolzenburg

- 2007: Stoning Mary von Debbie Tucker Green, Regie: Benedict Andrews

- 2007: Room Service von John Murray und Allen Boretz, Regie: Thomas Ostermeier

- 2008: DIE STADT und DER SCHNITT von Martin Crimp und Mark Ravenhill, Regie: Thomas Ostermeier

- 2008: Der Sonne und dem Tod kann man nicht ins Auge sehen von Wajdi Mouawad, Regie: Dominique Pitoiset

- 2009: Die Wissenden von Nina Ender, Regie: Jan-Christoph Gockel

- 2009: Endstation Sehnsucht von Tennessee Williams, Regie: Benedict Andrews

- 2009: Dingos von Paul Brodowsky, Regie: Anne Schneider

- 2009: Die Nibelungen von Friedrich Hebbel, Regie: Marius von Mayenburg

- 2009: Berlin Alexanderplatz, eine Bearbeitung des Romans von Alfred Döblin, Regie: Volker Lösch

- 2010: Was kann eine gute stehende Schaubühne eigentlich wirken? Teil 3, Realisation: Patrick Wengenroth

- 2010: Gerettet von Edward Bond, Regie: Benedict Andrews

- 2010: Der Menschenfeind von Molière, Regie: Ivo van Hove

- 2010: Lulu - Die Nuttenrepublik nach Frank Wedekind, Regie: Volker Lösch

- 2011: Der talentierte Mr. Ripley nach Patricia Highsmith, Regie: Jan-Christoph Gockel

- 2011: Edward II von Christopher Marlowe, Regie: Ivo van Hove

- 2012: Ein Volksfeind von Henrik Ibsen, Regie: Thomas Ostermeier

- 2012: Sommergäste von Maxim Gorki, Regie: Alvis Hermanis

- 2013: Draußen vor der Tür von Wolfgang Borchert, Inszenierung: Volker Lösch

- 2014: Die kleinen Füchse – The Little Foxes von Lillian Hellman, Regie: Thomas Ostermeier

- 2014: Kasimir und Karoline von Ödön von Horváth, Regie: Jan Philipp Gloger

- 2015: Nachtasyl von Maxim Gorki, Regie: Michael Thalheimer

- 2015: Westberlin, ein Abend von und mit Rainald Grebe, Regie: Rainald Grebe (Uraufführung)

- 2016: Wallenstein von Friedrich Schiller, Regie: Michael Thalheimer

- 2016: Professor Bernhardi von Arthur Schnitzler, Regie: Thomas Ostermeier

- 2017: Richard III. von William Shakespeare, Regie: Thomas Ostermeier (Umbesetzung seit 2017)

- 2018: Italienische Nacht von Ödön von Horváth, Regie: Thomas Ostermeier

- 2019: März nach dem Roman von Heinar Kipphardt, Regie: David Stöhr

- 2019: Die Anderen von Anne-Cécile Vandalem, Regie: Anne-Cécile Vandalem (Uraufführung)

- 2021: Michael Kohlhaas von Heinrich von Kleist, Regie: Simon McBurney

- 2023: Die Möwe von Anton Tschechow, Regie: Thomas Ostermeier

- 2023: Harry Hases Late Night von und mit Holger Bülow, Jenny König und David Ruland

- 2023: Postkarten aus dem Osten von Pavlo Arie, Martín Valdés-Stauber und Ensemble, Regie: Stas Zhyrkov (Uraufführung)

- 2024: Ulster American von David Ireland, Regie: Rikki Henry (Deutschsprachige Erstaufführung)